# Sticksjö
Sticksjö är en småort i Glanshammars socken i Örebro kommun i Närke.